# Friedenheimer Straße
Friedenheimer Straße - stacja metra w Monachium, na linii U5. Stacja została otwarta 24 marca 1988.